# 馬爾克維切韋
47°9′20″N 30°31′57″E / 47.15556°N 30.53250°E
馬爾凱維切韋（烏克蘭語：Маркевичеве）是位於烏克蘭西南部的村莊，由敖德萨州贝雷济夫卡区的科諾普利亞內市鎮負責管轄。該村始建於1897年，面積0.75平方公里，海拔高度133米，2001年人口677，人口密度每平方公里902.67人。